# باتلر أميس
باتلر أميس هو سياسي أمريكي، ولد في 22 أغسطس 1871 في لوويل في الولايات المتحدة، وتوفي في 6 نوفمبر 1954 في Tewksbury, Massachusetts ‏ في الولايات المتحدة. نشط حزبياً في الحزب الجمهوري. وقد انتخب عضو مجلس نواب ماساتشوستس ‏ وانتخب عضو مجلس النواب الأمريكي.